# Gwatemala na Mistrzostwach Świata w Lekkoatletyce 2019
Gwatemala na Mistrzostwach Świata w Lekkoatletyce 2019 – reprezentacja Gwatemali podczas mistrzostw świata w Doha liczyła trzech zawodników i 2 zawodniczki.

## Skład reprezentacji

### Mężczyźni
| Zawodnik            | Konkurencja           | Eliminacje | Eliminacje | Półfinał | Półfinał | Finał   | Finał   | Źródło |
| Zawodnik            | Konkurencja           | Wynik      | Pozycja    | Wynik    | Pozycja  | Wynik   | Pozycja | Źródło |
| ------------------- | --------------------- | ---------- | ---------- | -------- | -------- | ------- | ------- | ------ |
| Erick Barrondo      | chód na 20 kilometrów | —          | —          | —        | —        | 1:30:40 | 12.     | [ 1 ]  |
| José Barrondo       | chód na 20 kilometrów | —          | —          | —        | —        | DSQ     | DSQ     | [ 1 ]  |
| José María Raymundo | chód na 20 kilometrów | —          | —          | —        | —        | DNF     | DNF     | [ 1 ]  |

### Kobiety
| Zawodniczka | Konkurencja           | Eliminacje | Eliminacje | Półfinał | Półfinał | Finał   | Finał   | Źródło |
| Zawodniczka | Konkurencja           | Wynik      | Pozycja    | Wynik    | Pozycja  | Wynik   | Pozycja | Źródło |
| ----------- | --------------------- | ---------- | ---------- | -------- | -------- | ------- | ------- | ------ |
| Mirna Ortíz | chód na 20 kilometrów | —          | —          | —        | —        | 1:37:32 | 12.     | [ 2 ]  |
| Mayra Pérez | chód na 20 kilometrów | —          | —          | —        | —        | 1:46:42 | 38.     | [ 2 ]  |